# Yunnanosaurus
A Yunnanosaurus a prosauropoda dinoszauruszok egyik neme, amely a kora és középső jura korban élt, miáltal az egyik legkésőbbi prosauropodának számít. Közeli rokonságban állt a Lufengosaurusszal. A két faj alapján ismert Yunnanosaurus nagyjából 7 méter hosszú és 2 méter magas volt, de legnagyobb példányai elérték a 13 méteres hosszúságot is.

## Felfedezés
Az első Yunnanosaurus csontvázat Yang Zhongjian (Jang Csung-csien) (más néven C. C. Young) fedezte fel a Lufeng-formációban a kínai Yunnanban. A fosszilis leletanyag, amit Tsun Yi Wang (Tsun Ji Vang) tárt fel, több, mint húsz hiányos csontvázból és két koponyából áll.

## Fogazat
A Yunnanosaurus állcsontjaiban több, mint hatvan kanál formájú önélező fog helyezkedett el, melyek „[koptatták] egymást miközben az állat táplálkozott”, ami különlegesnek számít a prosauropodák között. A tudósok úgy ítélték meg, hogy ezek a fogak más prosauropodákénál fejlettebbek, ugyanis a sauropodák fogaival közös tulajdonságokkal rendelkeznek.
Azonban a tudósok a Yunnanosaurust nem tartják a sauropodákhoz filogenetikailag különösen közelálló nemnek, mivel az állat testének megmaradt részei határozottan a prosauropodákéra hasonlítanak. Ez a jelentős különbség arra utal, hogy a Yunnanosaurus és a sauropodák fogai közötti hasonlóság a konvergens evolúció eredménye lehet.

## Osztályozás
A típusfaj, a Y. huangi nevét 1942-ben C. C. Young alkotta meg, aki ezután Yunnanosauridae néven egy családot is létrehozott, melybe jelenleg csak ez az egy nem tartozik. Young 1951-ben létrehozta a második fajt, a Y. robustust, amely később beolvadt a típusfajba. Az osztályozási zavart az okozta, hogy a korábbi leletek fiatal példányoktól származtak, míg a „Y. robustus” példányai teljesen kifejlett egyedek voltak.
2007-ben Lu Junchang (Lu Csün-csang) és kollégái leírást készítettek a Yunnanosaurus újabb fajáról, a Y. youngiról (melyet C. C. Young tiszteletére neveztek el). A csontváz különböző eltérései mellett a Y. youngi 13 méteres hosszával jóval meghaladta a (mindössze 7 métert elérő) Y. huangi méretét, emellett további különbséget jelent, hogy a fosszilis rekord későbbi részéről, a középső jura korból származik.

## Fordítás
- Ez a szócikk részben vagy egészben a Yunnanosaurus című angol Wikipédia-szócikk ezen változatának fordításán alapul.  Az eredeti cikk szerkesztőit annak laptörténete sorolja fel. Ez a jelzés csupán a megfogalmazás eredetét és a szerzői jogokat jelzi, nem szolgál a cikkben szereplő információk forrásmegjelöléseként.

## Külső hivatkozások
- Yunnanosaurus. Dinosaur Encyclopaedia. [2009. szeptember 21-i dátummal az eredetiből archiválva]. (Hozzáférés: 2010. április 14.)